# Erythrina sykesii
Erythrina sykesii är en ärtväxtart som beskrevs av Rupert Charles Barneby och Krukoff. Erythrina sykesii ingår i släktet Erythrina och familjen ärtväxter. Inga underarter finns listade i Catalogue of Life.

## Bildgalleri

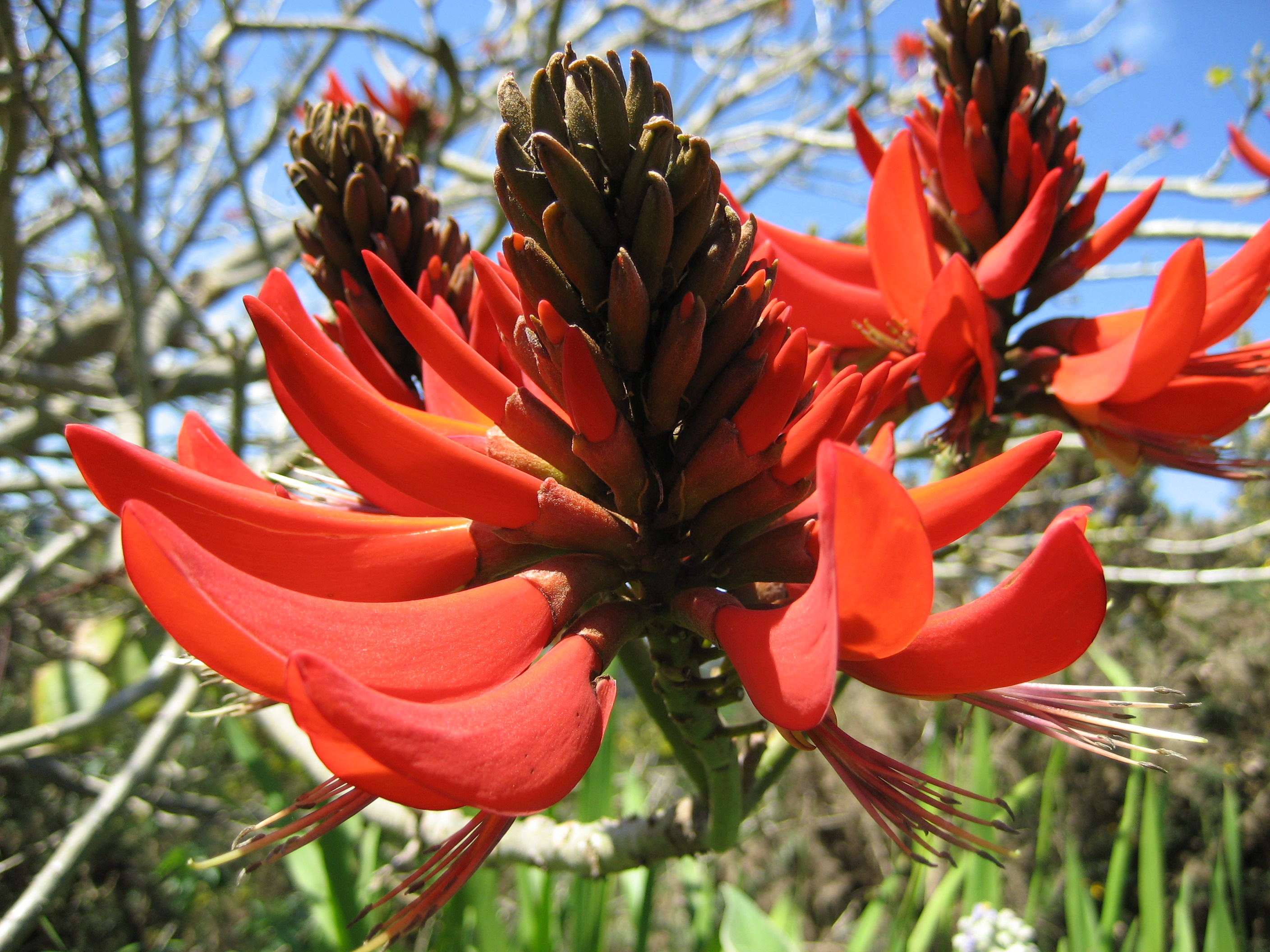